# Glen Vélez
Glen Vélez, nacido en 1949, en Texas, es un percusionista, cantante, musicólogo y compositor estadounidense de origen mexicano, especializado en músicas del mundo y new age.

## Biografía
Se trasladó a Nueva York en 1967 o 1968. Comenzó tocando jazz con la batería pero pronto gravitó hacia las percusiones, especialmente las percusiones de tradiciones étnicas. Entre ellas, Vélez se especializó en el bodhrán irlandés, el pandeiro brasileño, el riq de Arabia, el bendir norteafricano, y el ghaval de Azerbaiyán. Vélez estudió cada instrumento en su formato tradicional, pero ha desarrollado también su propio vocabulario trans-cultural, mezclando y adaptando técnicas de varias culturas y desarrollando otras nuevas. Toca también instrumentos como la maraca y los tambores metálicos de las Antillas.
Vélez formó parte, durante muchos años, del Paul Winter Consort y de las distintas formaciones de Steve Reich. Ha trabajado también con Layne Redmond, Howard Levy, Steve Gorn, Rabih Abou-Khalil, Mark Nauseef o Malcolm Dalglish.

## Discografía
- 1983 - Handdance
- 1985 - Internal Combustion
- 1987 - Seven Heaven
- 1989 - Assyrian Rose
- 1991 - Doctrine of Signatures
- 1991 - Ramana (Nomad Records)
- 1993 - Borderstates
- 1993 - Pan Eros

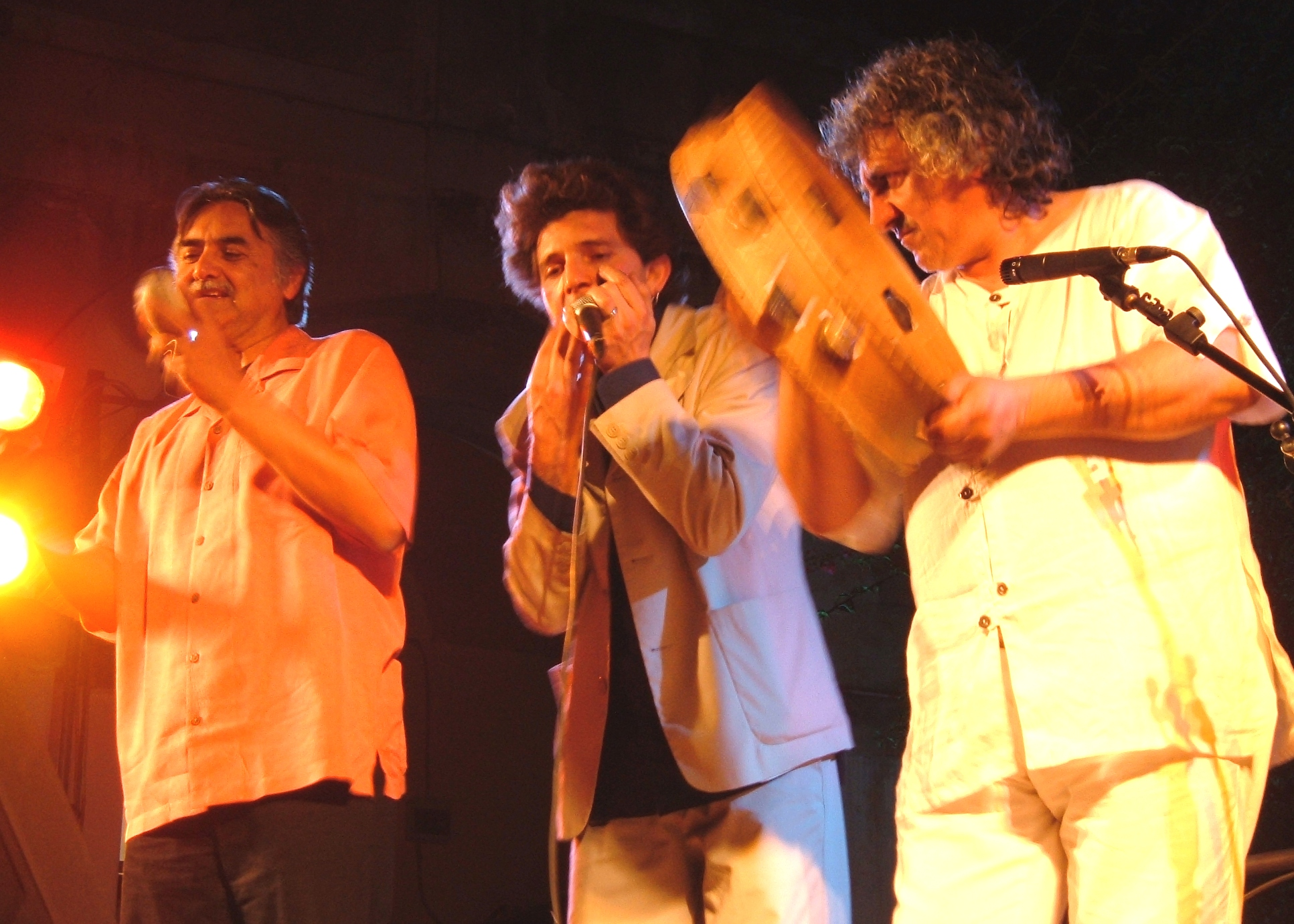
Glen Vélez, Luca Recupero y Alfio Antico

- 1994 - Temurá (con Javier Paxariño)
- 1995 - Ars Moriende
- 1996 - Rhythmcolor Exotica
- 1998 - Rhythms of the Chakras
- 2000 - Breathing Rhythms
- 2005 - Rhythms of  Awakenings

## Libros publicados[3]
- Vélez, Glen (1980): The Tambourine in Ancient Western Asia,  Ear Magazine East 5, no. 5
- Vélez, Glen (1982): A Monograph on the Frame Drum, Ancestor of Our Modern Tambourine,  Ear Magazine East 7, no. 3/4
- Vélez, Glen (2001): Handance Duets for Frame Drums. New York, Framedrum Music.
- Vélez, Glen (2002): Handance Method with Cueing and Performance Guide: An Introduction to Frame Drumming, New York, Framedrum Music.
- Vélez, Glen (2004): Bodhran Manual, New York, Framedrum Music.
- Vélez, Glen (2004): Tar Drum Manual, New York, Framedrum Music.
- Vélez, Glen (2004): Shakers Manual. New York: Framedrum Music.
- Vélez, Glen (2004): MediterrAsian Tambourines: An Introduction, New York, Framedrum Music.